# Jüdischer Friedhof (Cronenbourg)

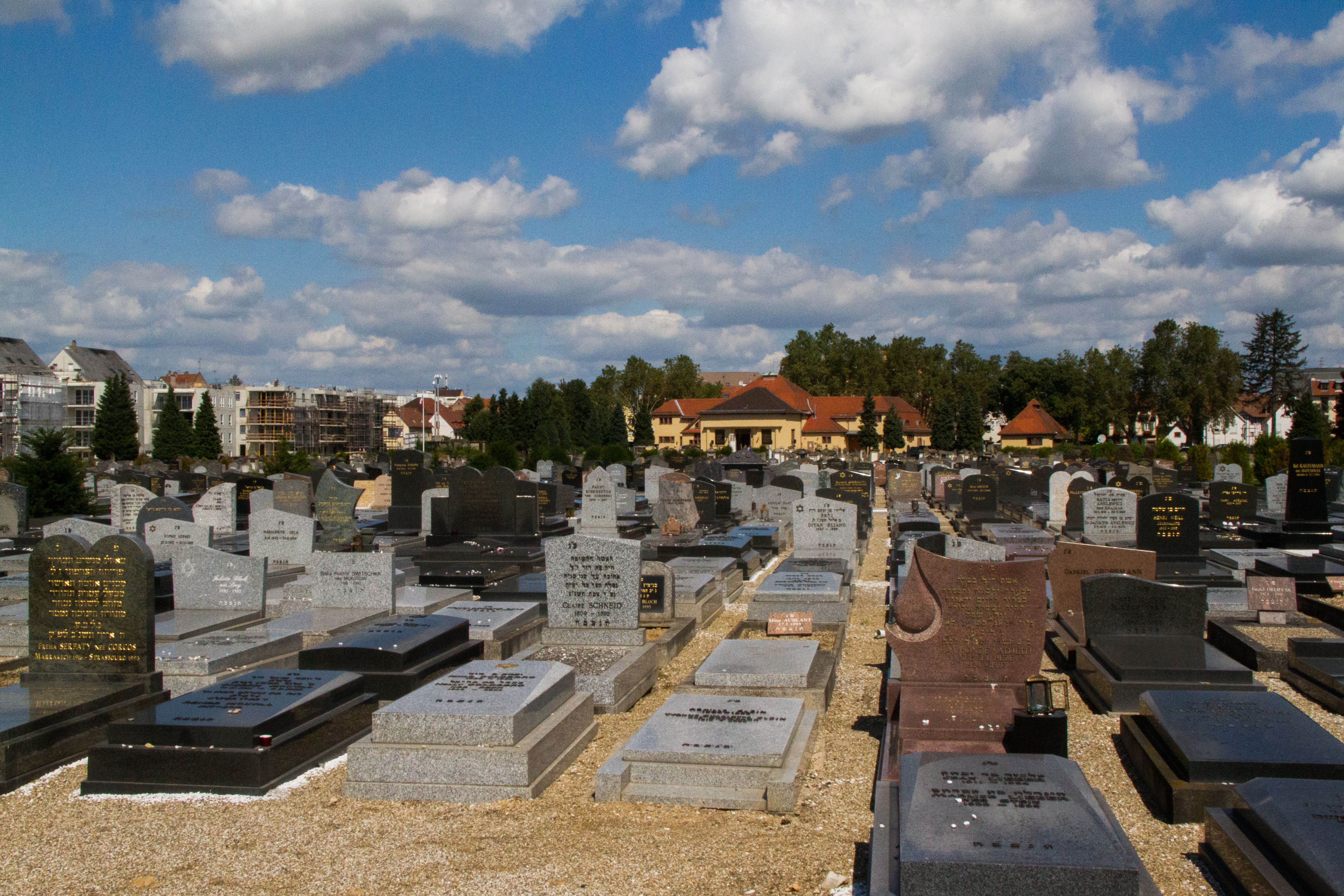
Jüdischer Friedhof in Cronenbourg

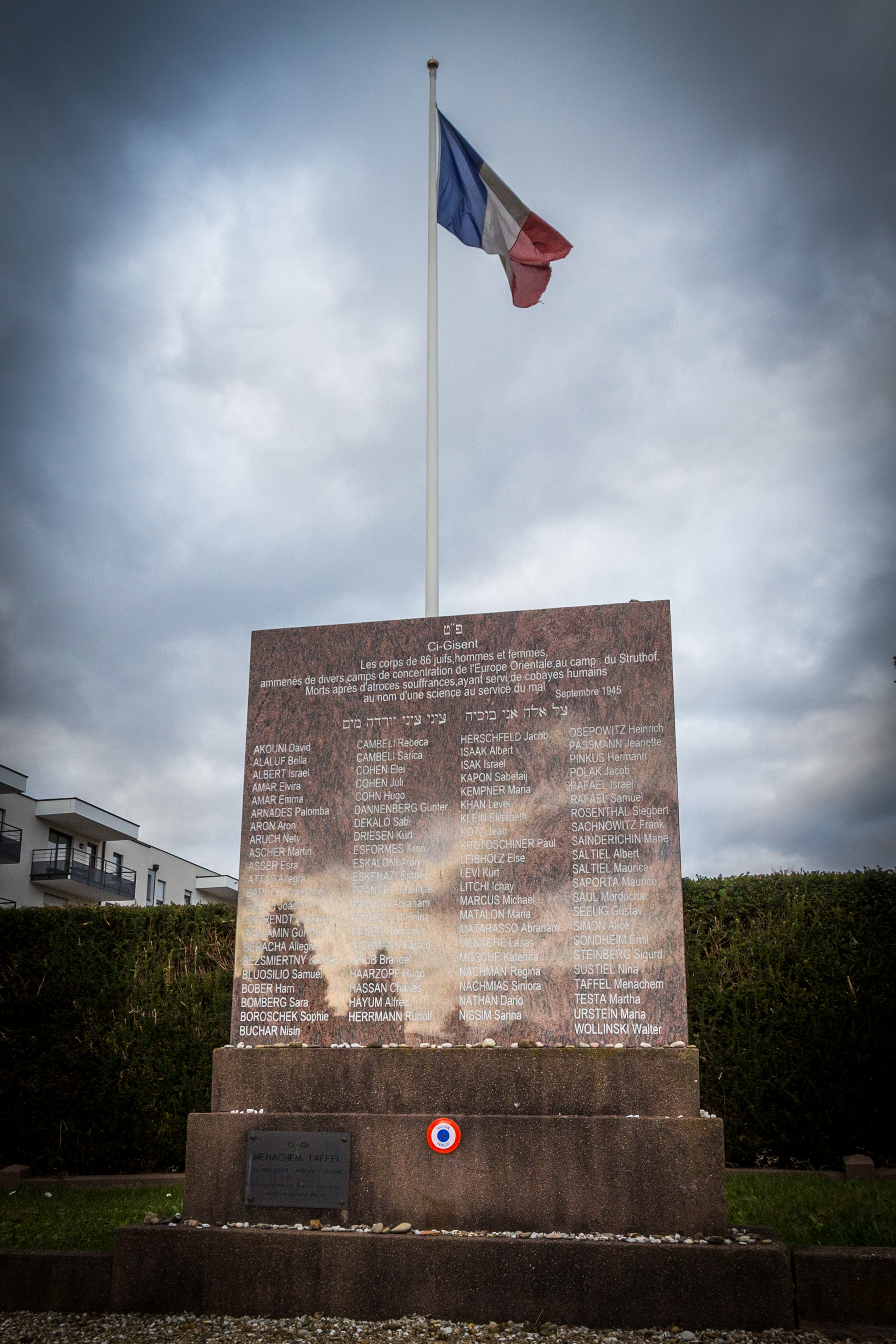
Mahnmal zum Gedenken an 86 Juden, die im KZ Natzweiler ermordet wurden

Der Jüdische Friedhof in Cronenbourg, einem Stadtteil von Straßburg im Elsass wurde 1910 angelegt. Er befindet sich an der Straße nach Oberhausbergen.
Der jüdische Friedhof in Cronenbourg ist heute der zentrale Friedhof der jüdischen Gemeinde von Straßburg. Nachdem der 1801 angelegte Friedhof in Koenigshoffen Anfang des 20. Jahrhunderts mit etwa 4000 Gräbern voll belegt war, wurde der Friedhof in Cronenbourg angelegt. Auf dem Friedhof befindet sich eine Geniza.

## Denkmale
1951 wurde ein Mahnmal mit den Namen von 840 Mitgliedern der jüdischen Gemeinde Straßburg eingeweiht, die in der NS-Zeit deportiert und ermordet wurden.
Ein weiteres Mahnmal, im September 1955 eingeweiht und im Dezember 2005 erneuert, erinnert an 86 Juden, die aus Auschwitz ins KZ Natzweiler-Struthof deportiert und dort für das Projekt „Straßburger Schädelsammlung“ umgebracht wurden.
In der Trauerhalle des Friedhofes findet sich eine Gedenktafel mit den Namen der aus der orthodoxen jüdischen Gemeinde Adath Israel deportierten und ermordeten Gemeindemitglieder.

## Grabstätten bedeutender Persönlichkeiten
- Jean Kahn (1929–2013), Präsident des CRIF und des Europäischen Jüdischen Kongresses
- Max Simon (1844–1918), Mathematikhistoriker und Mathematiklehrer